# ییرژی کودت
ییرژی کودت (چکی: Jiří Kodet‏ تلفظ چکی: [ˈjɪr̝iː]؛ ‏ YI-RZHEE؛ ‏؛ ۶ دسامبر ۱۹۳۷ – ۲۵ ژوئن ۲۰۰۵) بازیگر اهل جمهوری چک بود. وی دانش‌آموختۀ دانشکده تئاتر آکادمی هنرهای نمایشی پراگ است.
از فیلم‌ها یا برنامه‌های تلویزیونی که وی در آن نقش داشته‌است، می‌توان به رومئو، ژولیت و تاریکی، ترور و قطارهای تحت نظر اشاره کرد.